# Jean Hérard
Pour les articles homonymes, voir Hérard.
Jean Hérard est un homme politique français né le 6 juillet 1888 au Vésinet dans les Yvelines et décédé le 14 avril 1966 à Angers (Maine-et-Loire).

## Mandats politiques
- Député radical de Maine-et-Loire de 1928 à 1936.
- Sous-secrétaire d'État à l'Intérieur du 30 janvier au 9 février 1934 dans le gouvernement Édouard Daladier (2).

## Sources
- « Jean Hérard », dans le Dictionnaire des parlementaires français (1889-1940), sous la direction de Jean Jolly, PUF, 1960 [détail de l’édition]